# Strawn, Illinois
Strawn là một làng thuộc quận Livingston, tiểu bang Illinois, Hoa Kỳ. Năm 2010, dân số của làng này là 100 người.

## Dân số
Dân số qua các năm:
- Năm 2000: 104 người.
- Năm 2010: 100 người.